# Ézéchiel (Michel-Ange)
Le prophète Ézéchiel (365 x 380 cm) a été réalisé à fresque par Michel-Ange vers 1511 et fait partie de la décoration du plafond de la chapelle Sixtine, dans les musées du Vatican à Rome, commandée par Jules II.

## Histoire

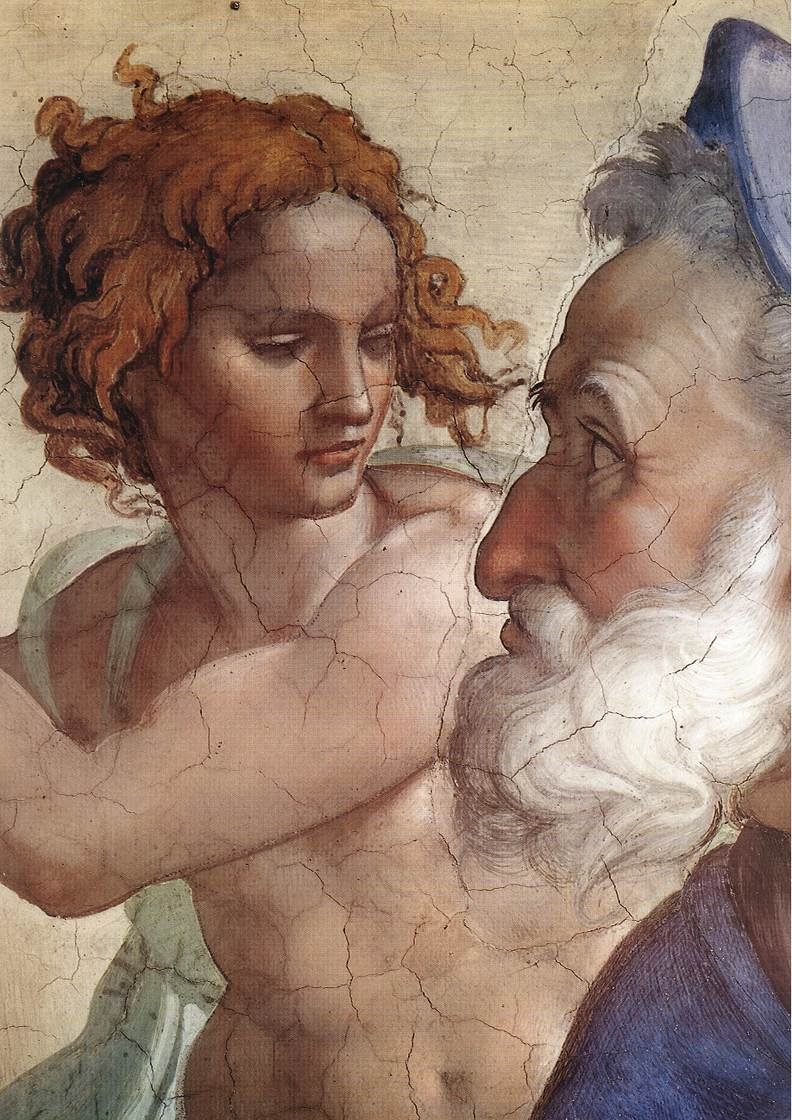
Détail.

Michel-Ange a commencé à peindre les travées de la voûte en commençant près de la porte d'entrée utilisée lors des entrées solennelles du pontife et de son entourage dans la chapelle, pour terminer par la travée au-dessus de l'autel. Ézéchiel, qui se trouve dans la cinquième travée à partir de la porte, est l'une des figures du début de la deuxième phase de travaux, daté d'environ 1511.

## Description et style
Ézéchiel fait partie de la série des Voyants, placés sur de grands trônes architecturaux installés sur des pédicules. Chacun d'eux est flanqué d'un couple de jeunes assistants et se tient dans un grand siège de marbre, entre deux semelles avec de faux hauts-reliefs de putti disposés par paires, dans diverses positions. Leur nom est écrit (dans ce cas EZECHIEL) sur un cartouche tenu par un putto, situé sous la plate-forme à la base du trône.
Ézéchiel est représenté comme une figure énergique qui se détache clairement sur le fond clair grâce surtout à sa robe rouge criarde, à laquelle sont ajoutés un tissu violet et un foulard  bleu, dans un ton froid qui équilibre celui de la robe. Il tient un parchemin dans sa main gauche et son visage se tourne vers l'un des deux assistants derrière lui, qui lui montre où se trouve la scène de La Création d'Eve, avec une expression excitée. Le geste de la main droite semble vouloir prouver la véracité de ses prophéties. Ézéchiel est le prophète lié à la prédiction de la naissance de la Vierge, préfigurée par Ève. Certains, en revanche, ont vu dans son expression le moment de surprise quand il entend la voix de Dieu. Le visage de profil est d'une grande précision, avec une lumière incisive qui contraste avec la lumière plus douce des assistants. Sa proéminence à la plastique solide, presque sculpturale, atteint son apogée dans les jambes puissantes et les traits anatomiques vigoureux, des mains jusqu'au cou de taureau, des pieds vigoureux à l'énergie de la tête.
Ézéchiel a également prédit la construction d'un nouveau temple qui met fin à un âge de péché et d'abandon de Dieu, d'où coulera un fleuve miraculeux, porteur de fécondité : c'est une vision similaire à celle de l'Âge d'or prédit par la Sibylle de Cumes, placée de l'autre côté.

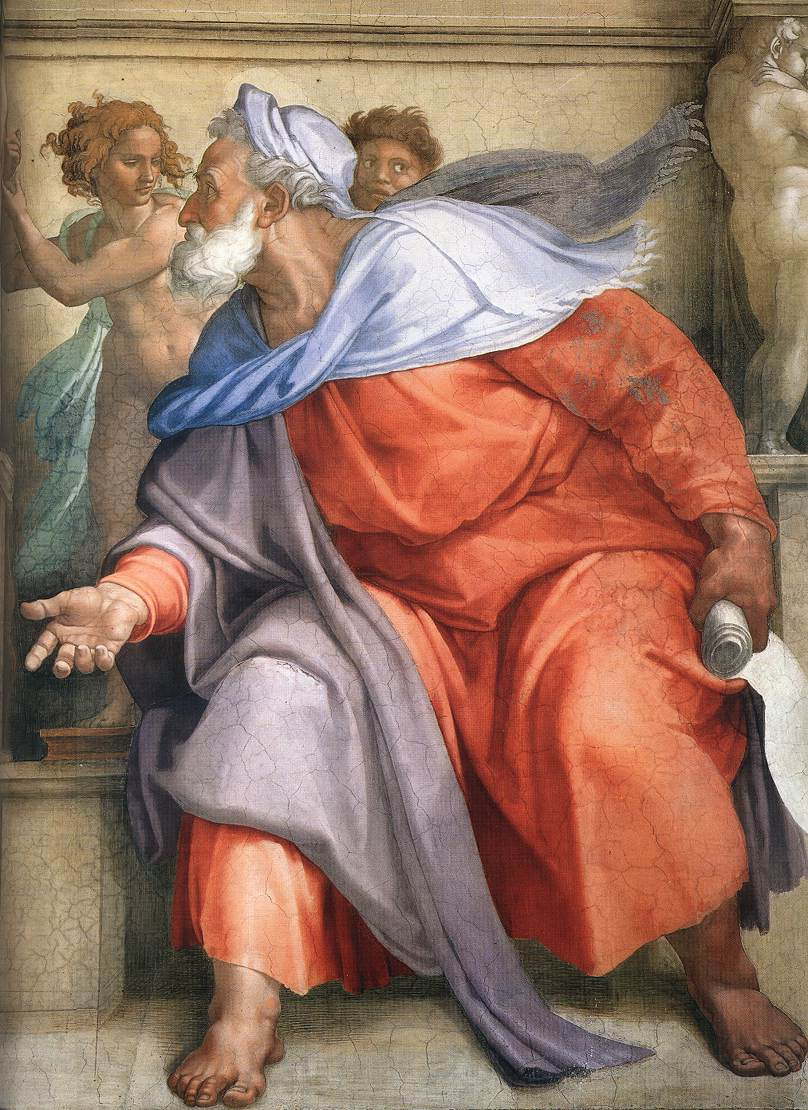
Détail.
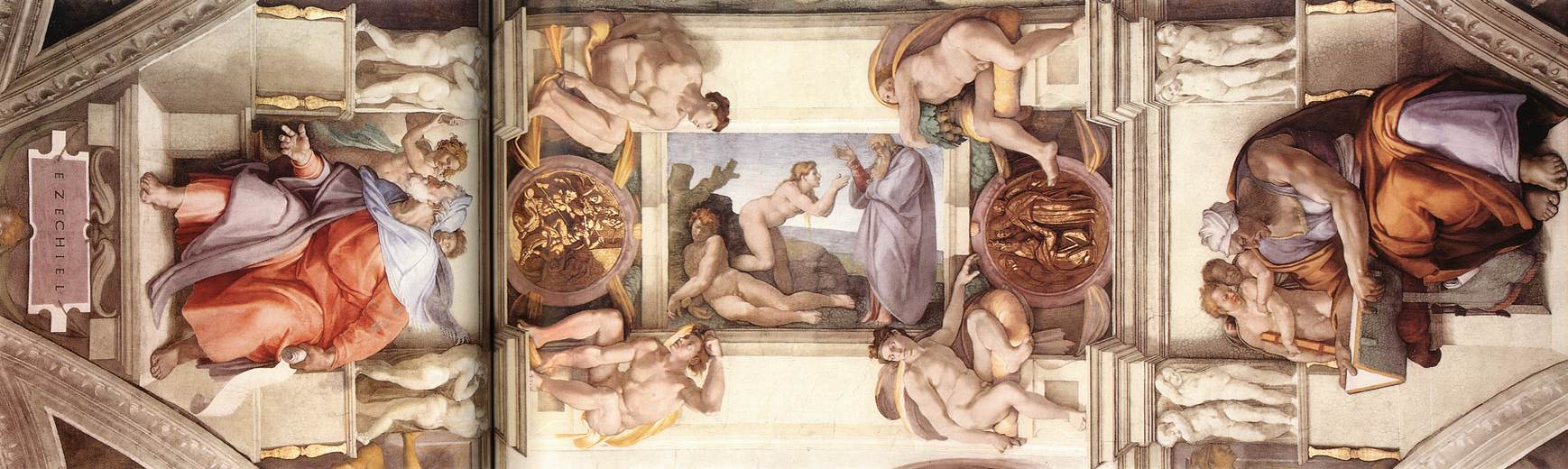
La cinquième travée.